# Eoarchaea
Genre
Eoarchaea est un  genre fossile d'araignées aranéomorphes de la famille des Archaeidae.

## Distribution
Les espèces de ce genre ont été découvertes dans de l'ambre de la mer Baltique. Elles datent du Paléogène.

## Liste des espèces
Selon The World Spider Catalog 15.0 :
- †Eoarchaea hyperoptica (Menge, 1854)
- †Eoarchaea vidua Wunderlich, 2004

## Publication originale
- (en) Raymond Robert Forster et Norman I. Platnick, A review of the archaeid spiders and their relatives, with notes on the limits of the superfamily Palpimanoidea (Arachnida, Araneae)., vol. 178, coll. « Bulletin of the American Museum of Natural History », 1984, 1–106 p. (lire en ligne).